# Celle qu'on accuse
Pour plus de détails, voir Fiche technique et Distribution.
Celle qu'on accuse (The Woman Accused) est un film américain réalisé par Paul Sloane, sorti en 1933.

## Synopsis
Lors d'une soirée à New York, Jeffrey Baxter, un avocat, demande Glenda O'Brien en mariage, sans savoir qu'elle a déjà vécu avec quelqu'un. Ils projettent de partir le soir même pour une petite croisière au cours de laquelle ils se marieront. Mais Glenda reçoit un appel de son ancien amant, Leo Young, qui l'implore de revenir avec lui. À regret, elle accepte d'aller le voir dans l'appartement qu'il a loué juste au-dessus du sien. Lorsqu'elle lui dit que leur histoire est terminée pour de bon, il l'enferme et menace de faire tuer Jeffrey par un certain Little Maxie. Désespérée, elle frappe Leo avec une statue et le tue. De retour chez elle, sa bonne lui conseille de partir quand même en croisière. Cependant, Stephen Bessemer, un ami de Leo, obtient du procureur Clarke le droit d'enquêter sur Glenda et embarque sur le même navire. Il arrive à lui faire avouer le crime lors d'un faux procès au cours d'un bal masqué. Plus tard Glenda se confesse à Jeffrey, qui la comprend et continue à vouloir l'épouser. Stephen fait arrêter Glenda, mais Jeffrey a obtenu une confession de Little Maxie à propos des projets de meurtre de Leo et Glenda est libérée.

## Fiche technique
- Titre original : The Woman Accused
- Titre français : Celle qu'on accuse
- Réalisation : Paul Sloane
- Scénario : Bayard Veiller
- Costumes : Travis Banton
- Photographie : Karl Struss
- Musique : Edward Heyman, Rudolph G. Kopp, Oscar Levant
- Production associée : E. Lloyd Sheldon (en)
- Société de production : Paramount Productions
- Société de distribution : Paramount Productions
- Pays d'origine :  États-Unis
- Langue originale : anglais
- Format : noir et blanc — 35 mm — 1,37:1 — son mono (Western Electric Noiseless Recording)
- Genre : drame
- Durée : 70 minutes
- Dates de sortie :
  -  États-Unis : 17 février 1933
  -  France : 4 mai 1934

## Distribution
- Nancy Carroll : Glenda O'Brien
- Cary Grant : Jeffrey Baxter
- John Halliday : Stephen Bessemer
- Louis Calhern : Leo Young
- Irving Pichel : le procureur Clarke
- Norma Mitchell : Martha
- Jack La Rue : Little Maxie
- Frank Sheridan : l'inspecteur Swope
- John Davis Lodge : Docteur Simpson
- Lona Andre : Cora Mathews
- Harry Holman : Juge Osgood
- Steve Pendleton : le troisième jeune homme